# 多功長朝
多功 長朝（たこう ながとも）は、戦国時代の武将。下野国の大名、宇都宮氏の家臣。多功城城主。多功氏は宇都宮氏の庶流である。多くの合戦に出陣し、活躍しており、宇都宮家中一の侍大将といわれている。父は多功建昌。子に多功房朝（房興）、孫に多功綱継がいる。
多功氏は代々、宇都宮氏の重臣として多功城に拠り、数多くの合戦に出陣しており、宇都宮氏の有力武士団紀清両党、大須賀党と並び、宇都宮氏の武を支えた。
天文18年（1549年）那須高資との喜連川五月女坂の戦いでは宇都宮軍の先陣として奮戦し、大功を挙げたが、宇都宮尚綱の討死によって敗北している。
弘治3年（1557年）、宇都宮氏の忠臣芳賀高定の活躍によって壬生氏の壬生綱雄から宇都宮城を奪還して間もなく、永禄元年（1558年）に上杉謙信が会津の蘆名盛氏らと連合して上野国から下野国に侵攻してきた。小山氏の祇園城、壬生氏の壬生城を攻略され、多功城を攻撃した際には、これを撃退している。子の多功房朝、家臣の児山兼朝、簗朝光・吉朝父子、石崎通季、野澤保辰、高木道重、上野祐朝、伊澤遠江守、木田淡路守、援軍で駆け付けた祖母井吉胤、矢板長則などが多功氏側の主な将だったという。先陣の佐野豊綱を討ち取るなど数多くの武将を討ち取る活躍を見せている。さらには敗走する上杉軍を追って上野国上州白井まで追いかけて追撃したが、太田資正の仲介によって和睦となった（多功ヶ原の合戦）。